# Sportswear of Sweden

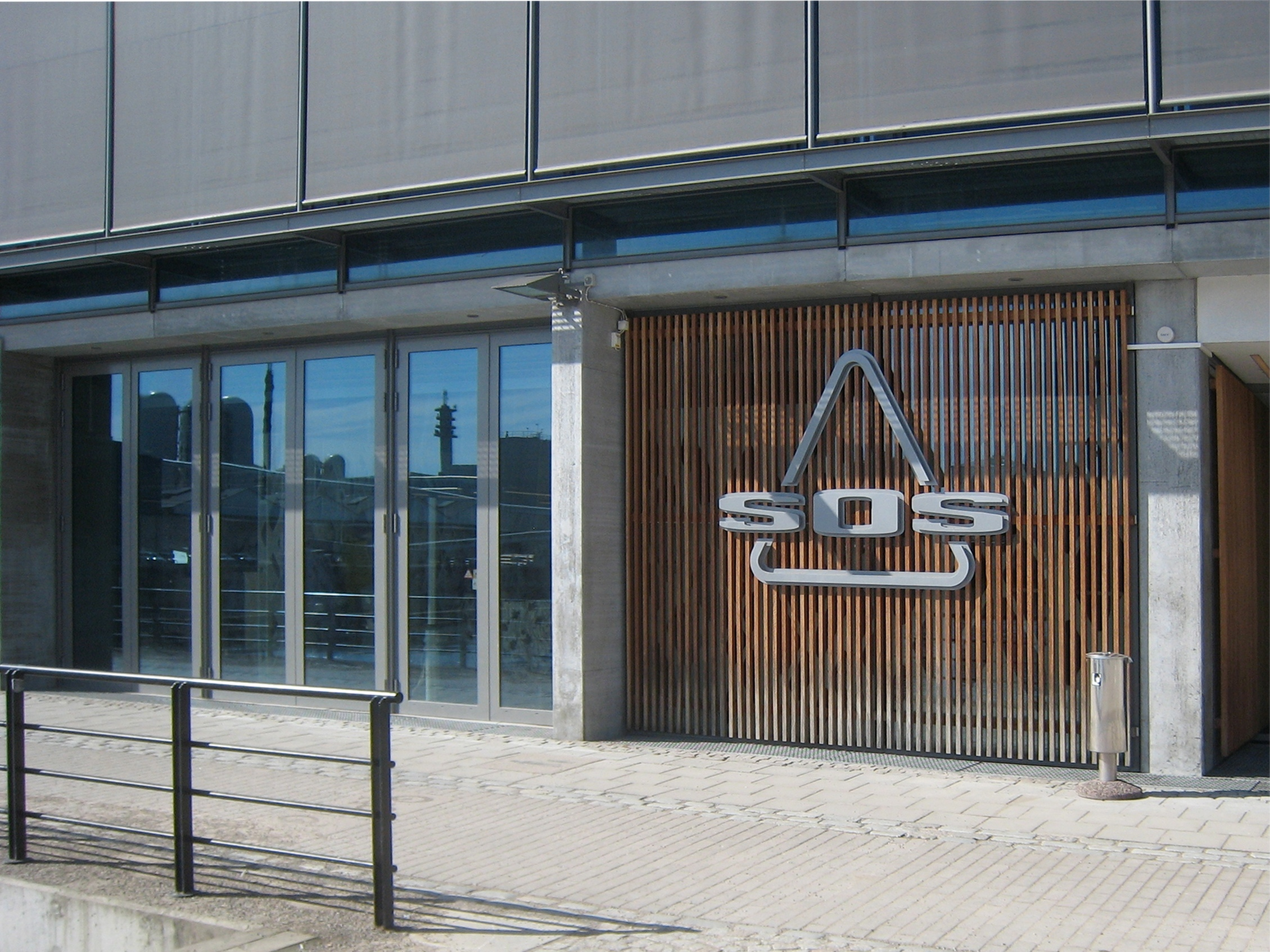
Ingången till SOS:s huvudkontor på Östgötagatan i Stockholm.

Sportswear of Sweden (SOS) är ett varumärke inom funktionellt skid- och snowboardmode. Huvudkontoret ligger på Södermalm i Stockholm. Deras kläder säljs i 13 länder, med Schweiz som den största marknaden. 
Företaget grundades i 1982 av reklammannen Bo Aggerborg. 1991 sålde Aggerborg verksamheten men råkade i efterhand i tvist med köparna om köpeskillingen. 2002 tilldömdes Aggerborg åter rättigheterna till varumärket samt skadestånd. . 2006 förvärvades SOS av Rickard Pålsson, ägare av bland annat Swedish Touring Car Championship, och Rickard Grann. Idag är Rickard Pålsson ensam ägare av SOS. VD är Mikael Sundström, vars mål är att ta tillbaka SOS till sina grunder. Ett varumärke för skidåkare, av skidåkare. Efter avslutad införsäljning av 2010/2011 säsongs vinterkollektion hade försäljningen ökat med 21 procent jämfört med förra året. 
Sportswear of Swedens marknadsföring utgörs till stor del av samarbeten med professionella skidåkare och organisationer med kompletterande verksamhet. I deras team återfinns åkare som Sverre Liliequist, Adam Falk, Jesper Björnlund, Adam Widén, Christine Hargin, Emanuel Hedvall, Anton Silvola, Matilda Rapaport och Oscar Scherlin.  